# Internationale Organisation für Migration
Die Internationale Organisation für Migration (IOM) ist eine auf Migration spezialisierte Organisation der Vereinten Nationen, die auf nationaler und zwischenstaatlicher Ebene operationale Hilfsprogramme für Migranten durchführt, einschließlich Arbeitsmigranten, Geflüchteten und Binnenvertriebenen. 173 Staaten sind Mitglieder.
Die Internationale Organisation für Migration hat ihren Sitz in Genf. Ihre Generaldirektorin ist Amy E. Pope.

## Geschichte

### Entstehungskontext und Vorläuferorganisationen (1951 bis 1989)
Die Internationale Organisation für Migration (IOM) wurde 1951 als Reaktion auf die große Zahl von Binnen- und Kriegsflüchtlingen in Europa nach dem Zweiten Weltkrieg gegründet. Die IOM war zunächst eine Logistikagentur, die in den 1950er Jahren den Transport von fast einer Million Migranten organisierte, und hat seit ihren Anfängen mehrere Namensänderungen erfahren. Der Übergang vom Provisional Intergovernmental Committee for the Movement of Migrants from Europe (PICMME) im Jahr 1951 zum Intergovernmental Committee for European Migration (ICEM) im Jahr 1952, zum Intergovernmental Committee for Migration (ICM) im Jahr 1980 und schließlich zur Internationalen Organisation für Migration (IOM) im Jahr 1989 spiegelt die Entwicklung des Mandats der IOM im Laufe ihres Bestehens wider, indem sie zur führenden zwischenstaatlichen Organisation im Bereich der Migration wurde.

### Eingliederung in Vereinte Nationen und Gegenwart (1990 bis heute)
Im Jahr 1992 erhielt sie den Beobachterstatus bei der Generalversammlung der Vereinten Nationen (GA resolution A/RES/47/4). Im September 2016 verabschiedeten die Mitgliedstaaten der Vereinten Nationen (UN) durch die Generalversammlung einstimmig eine Resolution, in der sie das Abkommen zur Umwandlung der IOM in eine verbundene Organisation der UN zustimmten. Dieses Abkommen hat die Beziehungen zwischen der IOM und den Vereinten Nationen gestärkt und ihre Fähigkeit verbessert, ihre jeweiligen Mandate im Interesse der Migranten und der Mitgliedstaaten zu erfüllen. IOM koordiniert das 2019 eingerichtete United Nations Network on Migration, dem unter anderem UNHCR, WFP und UNDP beisitzen.

## Struktur

### Organisation
Die Organisation hat ihren Hauptsitz in Genf, mit Verbindungsbüros in New York und Addis Ababa. Das Global Migration Data Analysis Centre (GMDAC) sitzt in Berlin. Im Jahr 2020 arbeiteten laut eigenen Angaben über 15.311 Mitarbeitende für die Organisation, wobei 168 Nationalitäten vertreten seien. Das höchste beschlussfassende Organ der IOM ist der Rat, in dem alle Mitgliedsstaaten vertreten sind. Er verfügt über eine Geschäftsordnung und tritt in regelmäßigen Abständen zusammen, um den jährlichen Haushalt zu verabschieden und die programmatische Zielsetzung der Organisation zu bestimmen. Amtssprachen sind Englisch, Französisch und Spanisch. Der Haushalt der Organisation betrug 2020 laut eigenen Angaben rund zwei Milliarden US-Dollar. Dieser setzt sich aus freiwilligen Zuwendungen der Mitgliedsstaaten und Spenden zusammen.

### Generaldirektoren

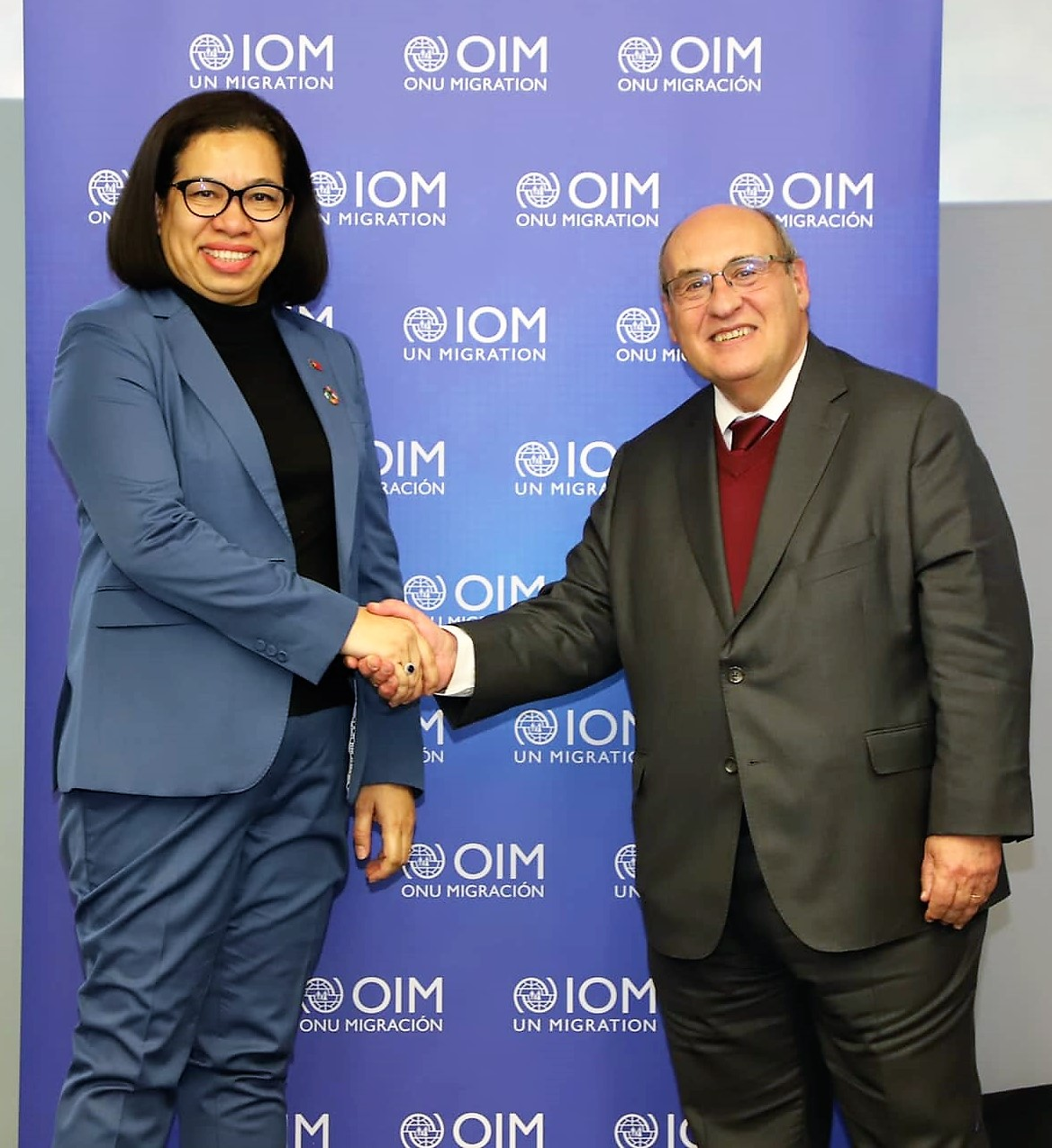
Osttimors Außenministerin Adaljíza Magno bei António Vitorino bei der IOM in Genf (2023)

Der Generaldirektor der Organisation wird durch die Delegierten der IOM-Mitgliedsstaaten für fünf Jahre gewählt. In der folgenden Tabelle sind die bisherigen Direktoren der IOM bzw. deren Vorläuferorganisation, des ICEM, aufgeführt. Die amtierende Generaldirektorin ist die US-Amerikanerin Amy Pope.
| Nr. | Land               | Direktor/in             | Amtszeit                      |
| --- | ------------------ | ----------------------- | ----------------------------- |
| 1   | Vereinigte Staaten | Hugh S. Gibson          | 10. Juni 1954 – 12. Dez. 1954 |
| 2   | Vereinigte Staaten | Harold Tittman          | 27. Apr. 1955 – 13. Mai 1958  |
| 3   | Vereinigte Staaten | Marcus Daly             | 14. Mai 1958 – 3. Okt. 1961   |
| 4   | Niederlande        | Bastiaan Wouter Haveman | 27. Okt. 1961 – 8. Feb. 1969  |
| 5   | Vereinigte Staaten | John F. Thomas          | 14. Feb. 1969 – 28. Feb. 1979 |
| 6   | Vereinigte Staaten | James L. Carlin         | 1. März 1979 – 30. Sep. 1988  |
| 7   | Vereinigte Staaten | James N. Purcell, Jr.   | 1. Okt. 1988 – 30. Sep. 1998  |
| 8   | Vereinigte Staaten | Brunson McKinley        | 1. Okt. 1998 – 30. Sep. 2008  |
| 9   | Vereinigte Staaten | William Lacy Swing      | 1. Okt. 2008 – 28. Juni 2018  |
| 10  | Portugal           | António Vitorino        | 29. Juni 2018 – 30. Sep. 2023 |
| 10  | Vereinigte Staaten | Amy Pope                | 1. Okt. 2023 –                |

## Aktivitäten
Das globale Mandat der Organisation umfasst die Unterstützung von Migranten, einschließlich Arbeitsmigranten, Geflüchteten und Binnenvertriebenen. Dieses breit gefasste Mandat der Organisation erbrachte ihr Lob für Flexibilität in Krisensituationen, gleichermaßen aber auch Kritik für rechtliche Verantwortlichkeit in Schutzfragen. Aufgrund komplementärer Mandate kooperiert IOM häufig mit dem Flüchtlingskommissariat UNHCR.
Innerhalb des UN-Systems zählt die Organisation laut OCHA zu den zentralen Akteuren in der humanitären Hilfe, insbesondere im Kontext von Vertreibung. Zu den wesentlichen Hilfsmaßnahmen der IOM gehören Unterbringung, Schutz, Bereitstellung medizinischer und sanitärer Grundversorgung, Lebenssicherung sowie Koordination, Telekommunikation und Logistik. Auf Weisung des UN-Nothilfekoordinators ist IOM in humanitären Notlagen zusammen mit UNHCR hauptverantwortlich für Campkoordination und -verwaltung. Die Organisation ist ebenfalls in der Stabilisierung und Friedenskonsolidierung im Kontext von Migration tätig.

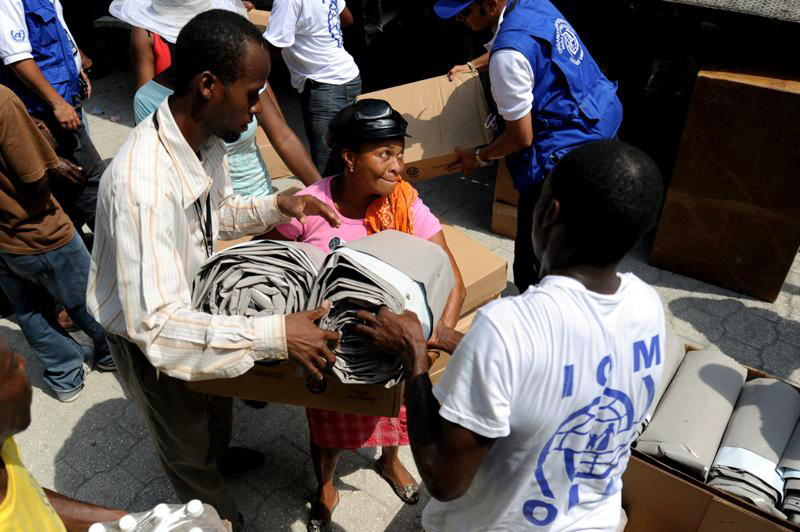
Binnenvertriebene erhalten nach einem Erdbeben humanitäre Hilfe in Port-au-Prince, Haiti.
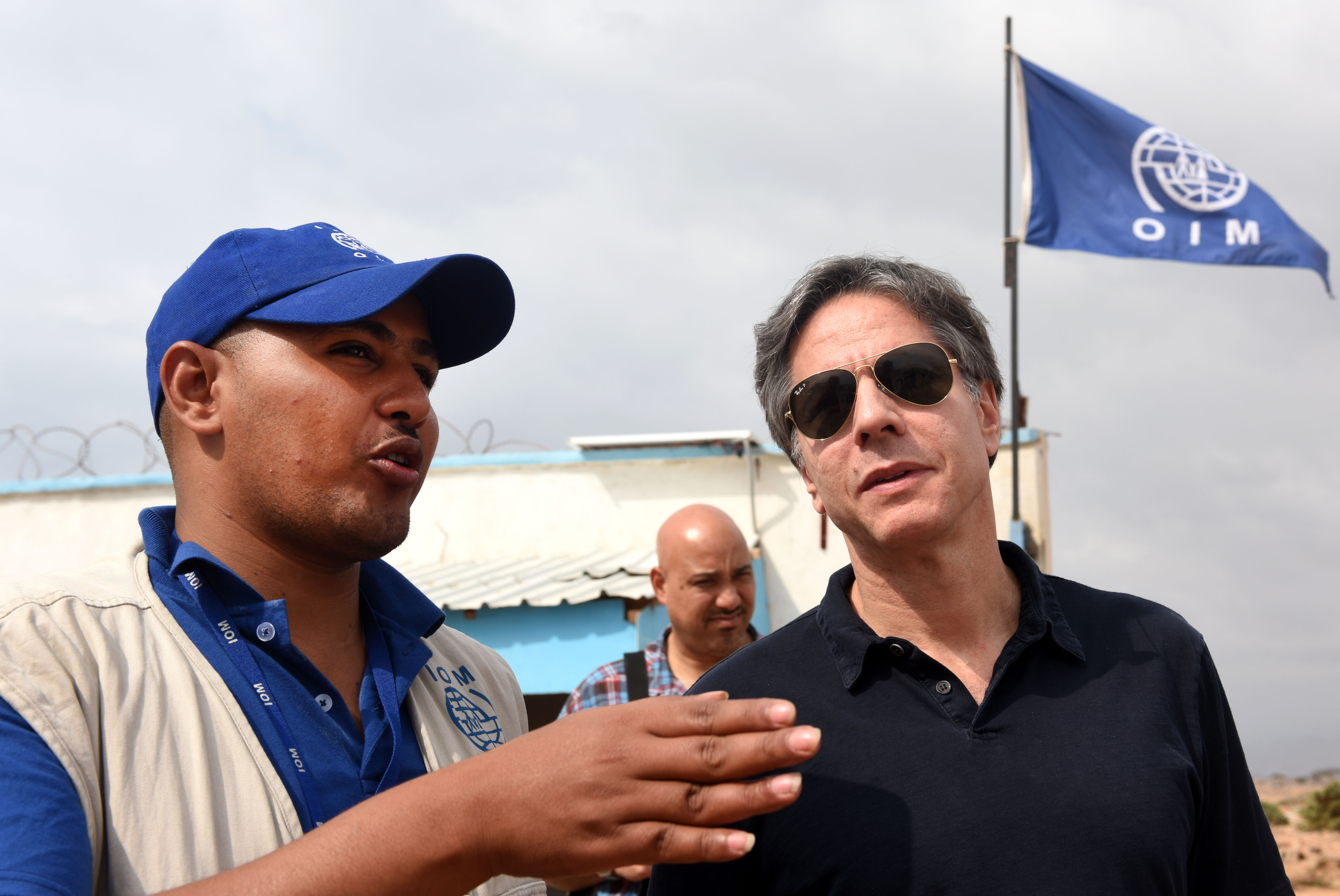
US-Außenminister Blinken während eines IOM-Einsatzes in Obock, Dschibuti.
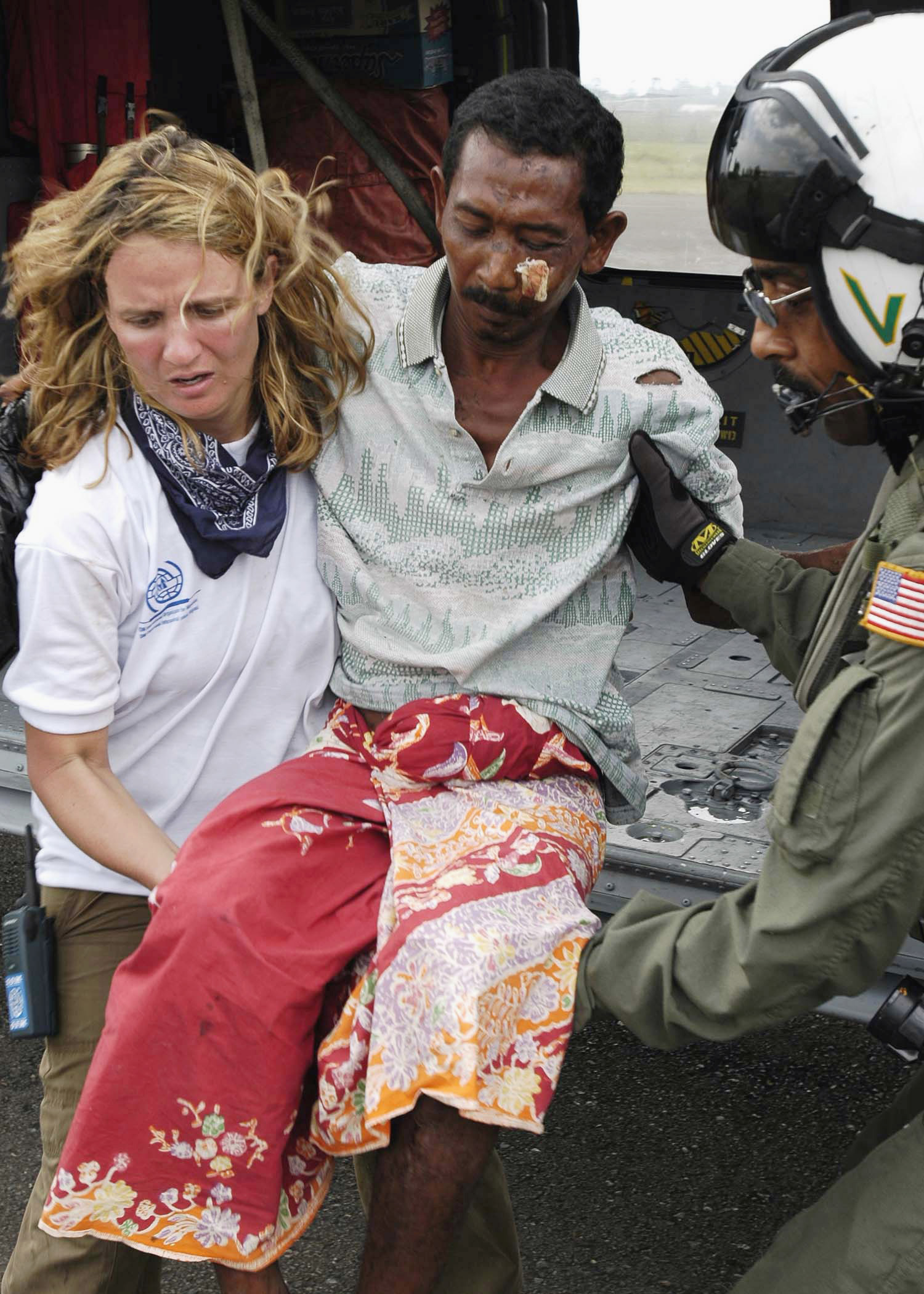
Evakuierung nach einem Tsunami im indonesischen Banda Aceh, Sumatra.
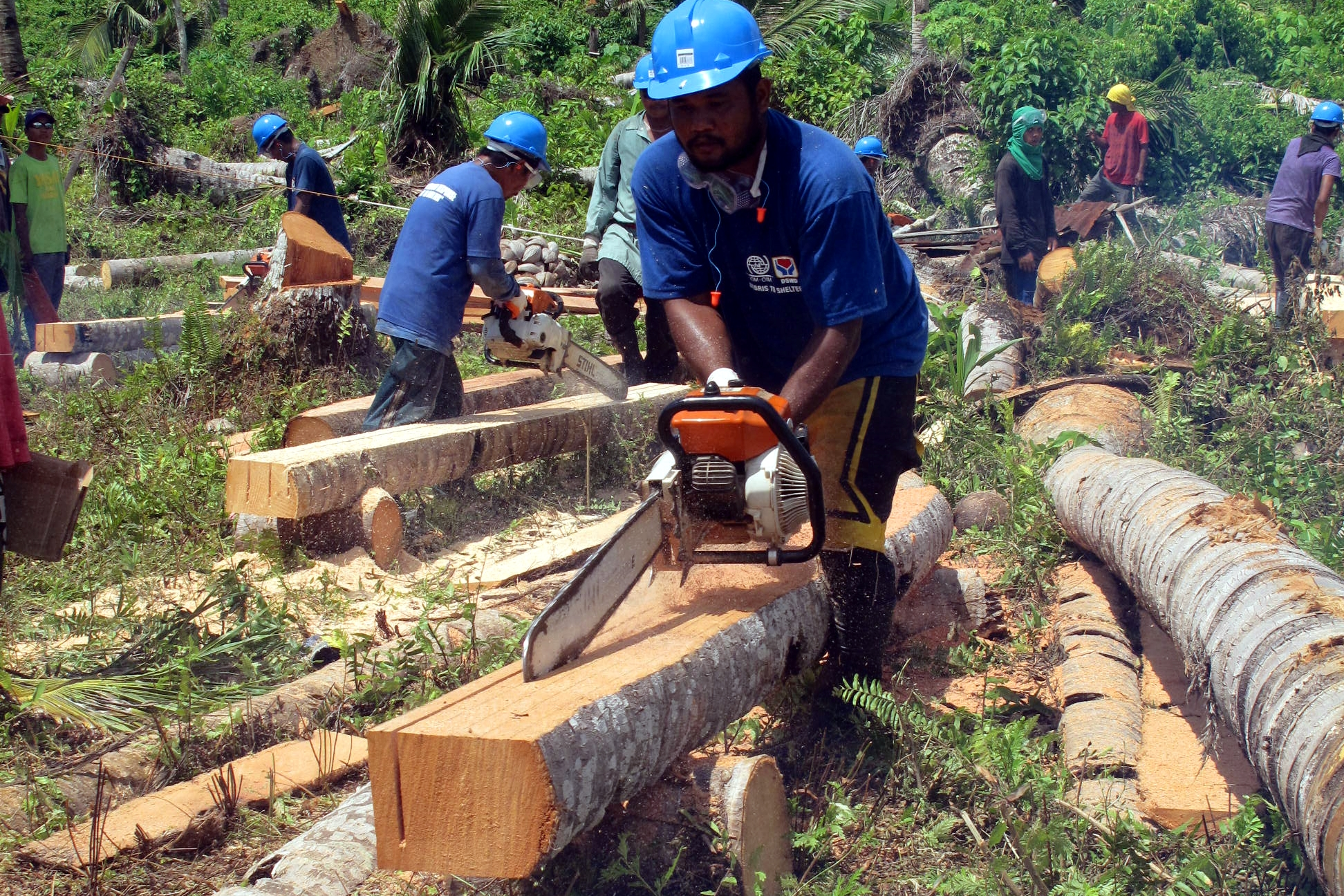
Durch den Taifun Hainan entwurzelte Bäume werden in den Philippinen zur Wiederaufbauhilfe genutzt.
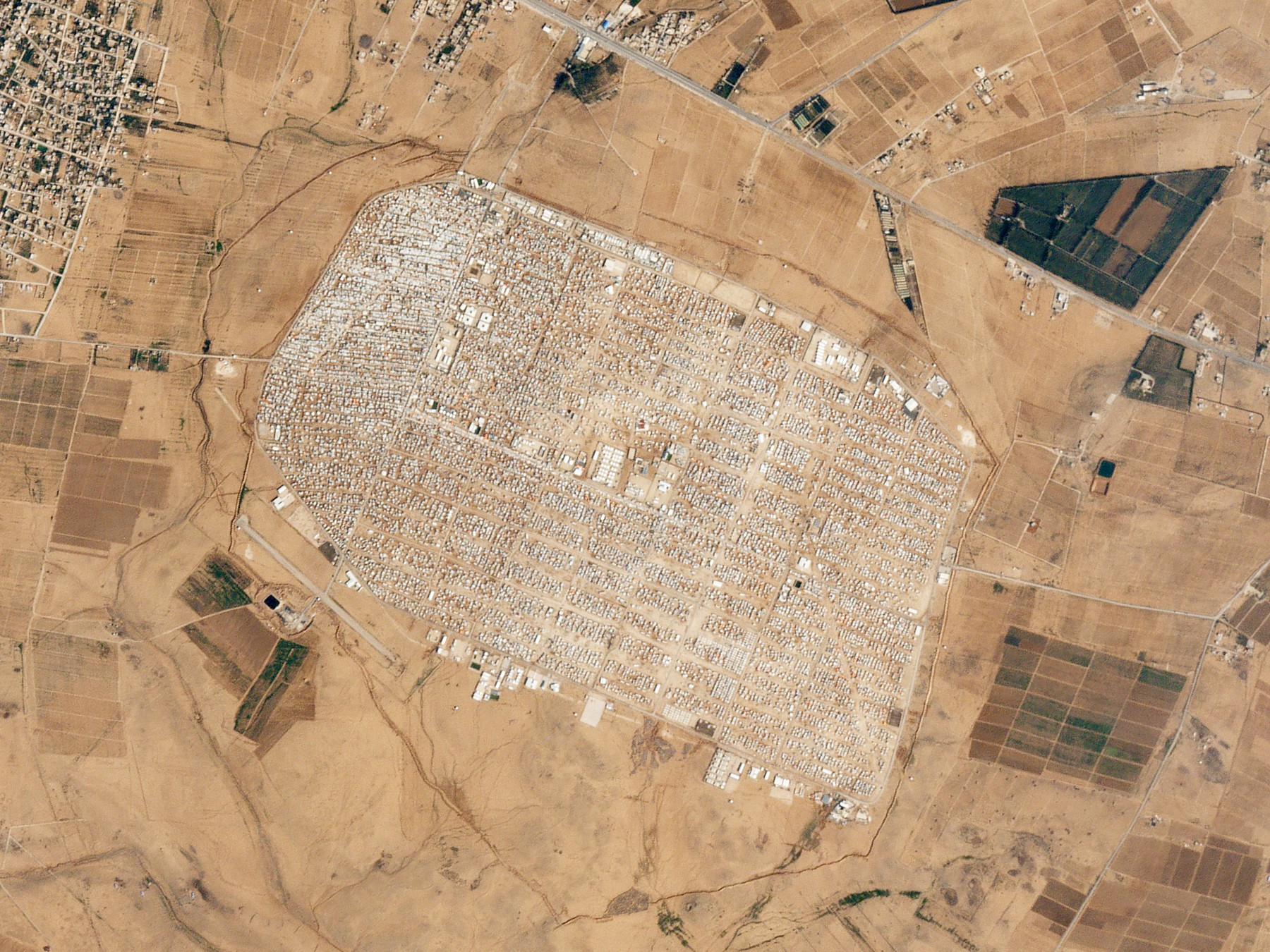
In Zaatari, Jordanien unterstützt IOM bei der medizinischen Versorgung und Bildung von Geflüchteten.

Innerhalb Deutschlands koordiniert die Organisation u. a. die Familienzusammenführung von Geflüchteten aus dem Nahen Osten, das von der Bundesregierung finanzierte REAG-/GARP-Programm zur freiwilligen Rückkehr asylsuchender, geduldeter und anerkannter Geflüchteter, sowie das Resettlement bzw. die humanitäre Aufnahme besonders schutzbedürftiger Geflüchteter als Teil des internationalen Flüchtlingsschutzes.

## Kritik

### Behinderung des Asylrechts
Asylpolitische Gruppierungen wie das No Border Netzwerk kritisieren genauso wie die Menschenrechtsorganisation Human Rights Watch, dass die IOM weniger nach humanitären als nach wirtschaftsorientierten Prinzipien agiere: Geleistet würde nicht humanitäre Hilfe, sondern die Kontrolle und Verhinderung von Flucht- und Migrationsbewegungen. Die IOM stelle sich zu Unrecht als Menschenrechtsorganisation dar und sei in Wirklichkeit keineswegs eine unabhängige Organisation, sondern als Dienstleister im staatlichen Auftrag in der Migrationskontrolle tätig. Im Auftrag und Interesse staatlicher Behörden unterstütze die IOM demokratische und undemokratische Staaten aktiv bei der Durchführung von Maßnahmen zur Migrationskontrolle und sei – etwa durch die Hinderung von Flüchtlingen am Zugang zum Asylrecht sowie den Betrieb von Internierungslagern – auch selbst an Menschenrechtsverletzungen beteiligt.

### Abschiebung in unsichere Herkunftsländer
Kritisiert werden etwa die Organisation von Abschiebungen in unsichere Länder wie Afghanistan und Irak. Kritisiert wird von Human Rights Watch auch die Beteiligung an der „Pazifischen Lösung“ Australiens. Auf der Pazifikinsel Nauru hat IOM von 2002 bis 2006 im Auftrag der australischen Regierung das Nauru Detention Centre betrieben, wo vom australischen Militär abgefangene afghanische Bootsflüchtlinge inhaftiert wurden, darunter viele Familien mit Kindern.
Eine „Rückkehrberatung“ ist nach Informationen des Berliner Flüchtlingsrates bei vielen Sozialämtern Voraussetzung für die (weitere) Leistungsgewährung nach dem Asylbewerberleistungsgesetz. Im Rahmen der Beratung sollen die Flüchtlinge auf dem IOM-Antragsformular die „Freiwilligkeit“ ihrer Rückkehr (Remigration) und den Verzicht auf alle aufenthaltsrechtlichen Ansprüche erklären. Verweigern sie die Unterschrift, seien Leistungskürzungen und -streichungen gemäß Asylbewerberleistungsgesetz die Folge.

### Verwendung von Geldern
Die Europäische Union bewilligte der IOM von 2018 bis Mitte des Jahres 2021 insgesamt 77 Millionen Euro. Davon wurden bis 2020 insgesamt 52 Millionen Euro ausgezahlt. Laut bosnischer Lokalpolitiker wendet der IOM alleine für Verwaltung und Gehälter ein Drittel der bewilligten Gelder auf. Der IOM konnte das weder bestätigen noch dementieren.

## Liste der Mitgliedsstaaten und der Beobachterstaaten
Der Organisation gehören 175 Staaten als Mitglieder an. Weitere 8 Staaten haben Beobachterstatus.

Mitgliedsstaaten der IOM und Staaten mit Beobachterstatus:

### Vollmitglieder
- Ägypten
- Äthiopien
- Afghanistan
- Albanien
- Algerien
- Angola
- Antigua und Barbuda
- Argentinien
- Armenien
- Aserbaidschan
- Australien
- Bahamas
- Bangladesch
- Barbados
- Belarus
- Belgien
- Belize
- Benin
- Bolivien
- Bosnien und Herzegowina
- Botswana
- Brasilien
- Bulgarien
- Burkina Faso
- Burundi
- Chile
- Volksrepublik China
- Cookinseln
- Costa Rica
- Dänemark
- Demokratische Republik Kongo
- Deutschland
- Dschibuti
- Dominica
- Dominikanische Republik
- Ecuador
- Elfenbeinküste
- El Salvador
- Eritrea
- Estland
- Eswatini
- Fidschi
- Finnland
- Frankreich
- Gabun
- Gambia
- Georgien
- Ghana
- Grenada
- Griechenland
- Guatemala
- Guinea
- Guinea-Bissau
- Guyana
- Haiti
- Heiliger Stuhl
- Honduras
- Island
- Indien
- Iran
- Irland
- Israel
- Italien
- Jamaika
- Japan
- Jemen
- Jordanien
- Kambodscha
- Kamerun
- Kanada
- Kap Verde
- Kasachstan
- Kenia
- Kirgisistan
- Kiribati
- Kolumbien
- Komoren
- Kroatien
- Kuba
- Laos
- Lettland
- Lesotho
- Liberia
- Libyen
- Litauen
- Luxemburg
- Madagaskar
- Malawi
- Malediven
- Mali
- Malta
- Marshallinseln
- Mauretanien
- Mauritius
- Mexiko
- Mikronesien
- Republik Moldau
- Mongolei
- Montenegro
- Marokko
- Mosambik
- Myanmar
- Namibia
- Nauru
- Nepal
- Neuseeland
- Nicaragua
- Niederlande
- Niger
- Nigeria
- Nordmazedonien
- Norwegen
- Österreich
- Osttimor
- Pakistan
- Palau
- Panama
- Papua-Neuguinea
- Paraguay
- Peru
- Philippinen
- Polen
- Portugal
- Republik Kongo
- Rumänien
- Ruanda
- Russland
- St. Kitts und Nevis
- St. Lucia
- St. Vincent und die Grenadinen
- Salomonen
- Sambia
- Samoa
- São Tomé und Príncipe
- Schweiz
- Senegal
- Serbien
- Seychellen
- Sierra Leone
- Simbabwe
- Slowakei
- Slowenien
- Somalia
- Spanien
- Sri Lanka
- Sudan
- Südafrika
- Südkorea
- Südsudan
- Suriname
- Schweden
- Tadschikistan
- Tansania
- Thailand
- Togo
- Tonga
- Trinidad und Tobago
- Tschad
- Tschechien
- Tunesien
- Türkei
- Turkmenistan
- Tuvalu
- Uganda
- Ukraine
- Ungarn
- Uruguay
- Usbekistan
- Vereinigtes Königreich
- Vereinigte Staaten von Amerika
- Vanuatu
- Venezuela
- Vietnam
- Zentralafrikanische Republik
- Zypern

### Länder mit Beobachterstatus
- Bahrain
- Bhutan
- Indonesien
- Katar
- Kuwait
- Malaysia
- San Marino
- Saudi-Arabien